# Avraham Stern

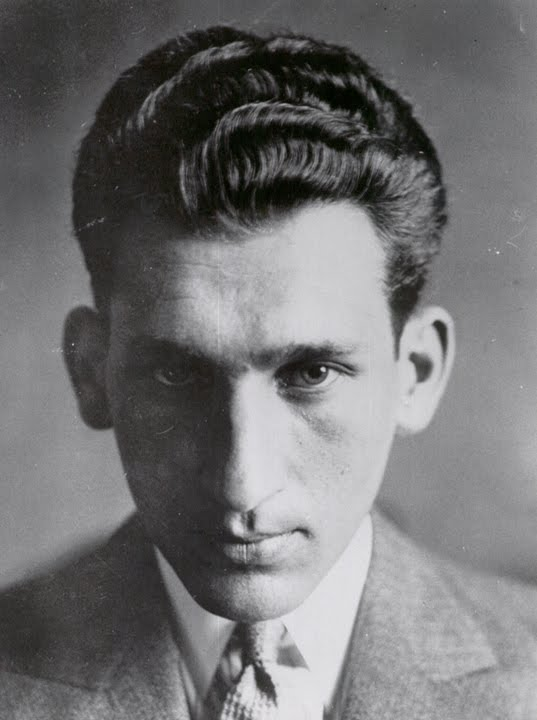
Avraham Stern

Avraham Stern (hebräisch אברהם שטרן, Avraham Shtern), alias Yair (geb. 23. Dezember 1907 in Suwałki, Russisches Kaiserreich; gest. 12. Februar 1942 in Tel Aviv, Britisches Palästina), war der Gründer und Leiter einer zionistischen Unabhängigkeitsbewegung, die ab 1940 unter dem Namen Lechi bekannt und von der britischen Mandatsmacht als Stern Gang bezeichnet wurde.
Sterns Erbe ist umstritten, da seine Organisation im Zweiten Weltkrieg erfolglos versuchte, ein Bündnis mit dem faschistischen Italien und Nazi-Deutschland gegen die Briten zu schließen. Er wurde 1942 von der britischen Kolonialpolizei gefangen genommen und getötet.

## Leben

### Kindheit
Abraham Stern wurde im Russischen Kaiserreich (heute Polen) als Sohn einer Zionistenfamilie geboren. Während der bolschewistischen Revolution war er gezwungen, mit seiner Mutter und seinem Bruder weit entfernt von seinem Vater und seiner Heimat zu leben. Das politische und kulturelle Milieu sollte den jungen Stern prägen, besonders die Praktiken der im Russländischen Reich aktiven Anarchisten-Gruppen. Diese Praktiken und das Leitbild der ethno-separatistischen Bestrebungen prägte den Lechi-Strategen und diente später als Inspirationsquelle für ihre eigenen politischen Handlungen, bspw. die damals aufkommenden Briefbomben.

### Jugend in Palästina und Florenz
Im Jahre 1925 übersiedelte Stern nach Palästina, wo Großbritannien nach dem Zerfall des Osmanischen Reichs das Völkerbundsmandat für Palästina wahrnahm. Er beendete das Gymnasium in Jerusalem und studierte danach an der Hebräischen Universität. Er finanzierte sein Studium, indem er Privatunterricht gab. Stern galt als begabter Student der Geisteswissenschaften und erhielt ein Stipendium für ein Studium der Klassischen Philologie an der Universität Florenz. Er kehrte 1929 nach Palästina zurück, trat in die Haganah ein und brach wenig später sein Studium ab, um sich ganz dem Kampf für die jüdische Unabhängigkeit zu widmen. Der arabische Aufstand 1929 ließ Stern glauben, dass die Juden anfangen müssten, gegen die Briten zu kämpfen.

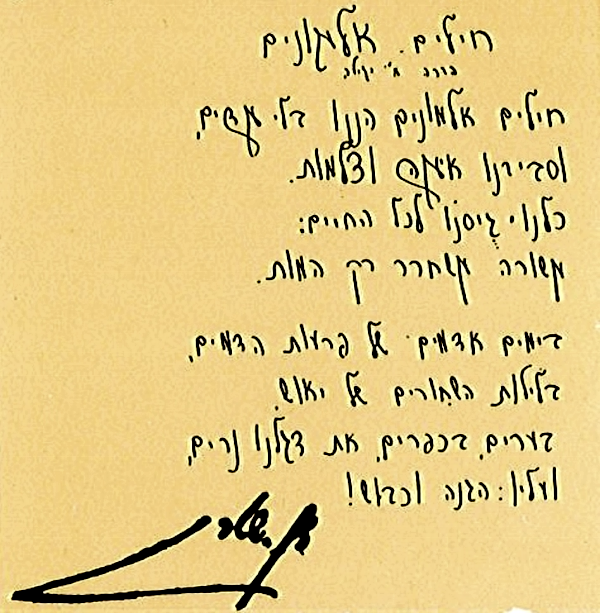
Das Gedicht „Hayalim Almonim“

### Zeit im Zionistischen Untergrund
Im Jahre 1931 lehnte eine Gruppe von Haganahkämpfern die scheinbare Mäßigung und Zurückhaltung im Unabhängigkeitskampf ab, trennte sich von der Haganah und bildete eine eigene bewaffnete Widerstandsbewegung, bekannt als Irgun. Stern, dessen Ansichten nach dem arabischen Aufstand von 1929 immer militanter geworden waren, wurde ein aktives Irgunmitglied.

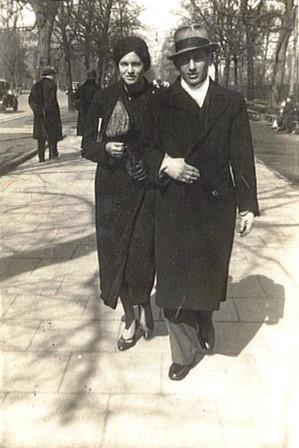
Avraham Stern mit seiner Frau Roni

Er trug den Untergrundnamen „Yair“, zu Ehren des Kommandanten der Zeloten von Masada, Eleasar ben Ja’ir. Für Stern waren die Hauptfeinde der Juden und das Hindernis auf dem Weg zur Unabhängigkeit nicht die Araber, sondern die Briten, weshalb er rief zum bewaffneten Kampf gegen sie aufrief. Mit David Raziel schrieb er ein militärisches Instruktionshandbuch zur Benutzung des Revolvers, das erste in hebräischer Sprache. Er verfasste 1933 das Gedicht Hayalim Almonim („Anonyme Soldaten“), das zuerst die Hymne der Irgun und später von der Lechi wurde. Im Jahr 1936 heiratete er Roni Bronstein.

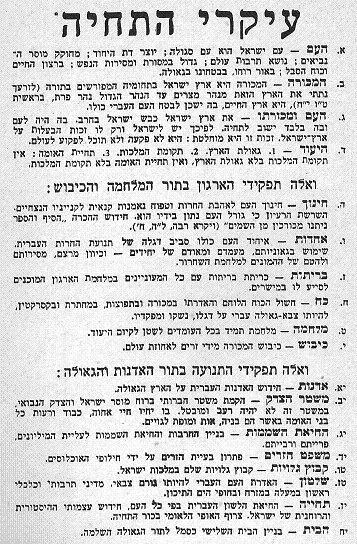
18 Prinzipien der Wiedergeburt

Nach den arabischen Unruhen spaltete sich die Irgun 1937, und viele ihrer Mitglieder kehrten zur Haganah zurück. Vor dem Zweiten Weltkrieg war Stern aktiv bei der Rekrutierung von freiwilligen Kämpfern und Einwanderern aus den Reihen der polnischen Juden. Stern und andere, die die Haganahführung ablehnten, blieben unter dem Kommando von Wladimir Zeev Jabotinsky in der Irgun und setzten ihre militanten Aktivitäten fort. Stern ging nach Polen, um dort Ausbildungskurse für die Irgun aufzubauen und Waffen zu erhalten. Als er nach Palästina zurückkehrte, wurde er von den Briten verhaftet und war von August 1939 bis Juni 1940 im Gefängnis. Stern bestand darauf, dass der Kampf gegen die Briten von jeglicher politischer Verflechtung unabhängig bleiben solle, auch mit Jabotinskys Revisionisten. Er lehnte vehement die Mäßigung des Widerstandes ab, und als sich die Irgun im August 1940 dafür entschied, ihre Angriffe gegen die Briten bis nach dem Zweiten Weltkrieg aufzuschieben, gründete Stern eine radikale Splittergruppe, die Lechi, ein Akronym für „Lochamei Cherut Israel“ („Kämpfer für Israels Freiheit“). Stern war – trotz der Bedrohung durch den Nationalsozialismus – der Ansicht, es wären in der Hauptsache die Briten, die die Juden bedrohten. Er zweifelte an einem Sieg der Alliierten und sprach sich sogar für eine Allianz mit dem Deutschen Reich und dem faschistischen Italien aus, überzeugt, eine solche Verbindung werde den nationalen Bemühungen in Palästina förderlich sein. Sterns Extremismus und zahlreiche Raubüberfälle, die von seiner Gruppe ausgeführt wurden, brachten Lechi die Gegnerschaft vieler Juden und natürlich auch der Briten ein. Anfang 1942 setzten die Briten eine Belohnung für Sterns Ergreifung aus. Stern setzte die Umrisse für die ideologischen und politischen Prinzipien des Widerstands in seinem Essay „18 Prinzipien der Wiedergeburt“.

### Stern als Dichter
Stern war auch Dichter. 1934 stellte er sein erstes Versbuch zur Veröffentlichung zusammen. Sein poetisches Werk besteht aus 53 kurzen Gedichten und wurde von Moshe Hazani als Ausdruck des Erotischen des Todes wie Anerotischen der Frauen beschrieben. Einer von Sterns Vorbildern war Juliusz Słowacki, der über das Leiden der Polen während des langen Kampfes um die nationale Unabhängigkeit Polens schrieb. Eine Sammlung von Sterns Untergrunddichtung wurde nach seinem Tod veröffentlicht.

### Versuchte Kooperation mit den Nationalsozialisten
Stern hegte Zweifel, dass die Alliierten den Zweiten Weltkrieg gewinnen würden, und nahm deshalb Kontakte mit dem faschistischen Italien und dem nationalsozialistischen Deutschland auf. Im Januar 1941 versuchte Stern eine Vereinbarung mit dem Deutschen Reich über den Deutschen Gesandten in Beirut zwecks "Errichtung des historischen Judenstaates auf nationaler und totalitärer Grundlage" zu erreichen.
Im Libanon gab es 1937 erste Versuche einer Gründung Syriens und der Herstellung der Unabhängigkeit gegenüber dem französischen Völkerbund-Mandat, das 1941 vom Vichy-Regime wahrgenommen wurde. Stern bot an, eine aktive Rolle auf der Seite des Deutschen Reichs zu spielen, wenn im Gegenzug jüdische Flüchtlinge bei der Migration nach Palästina unterstützt werden würden. Ein weiteres Mal versuchte Stern Ende 1941, mit dem Deutschen Reich in Kontakt zu treten. Dabei bestand das Ziel der nationalsozialistischen Regierung darin, Stern und die um ihn gescharrte Lechi-Bewegung zu radikalisieren und gegen die britischen Besatzer zu instrumentalisieren. Der Plan war, damit den Kriegsgegner Großbritannien im Raum Nahost zu schwächen oder ihn zum Einsatz von Militäreinheiten gegen die Pro-Palästina-Gruppierung zu zwingen. Die entsprechenden Dokumentationen befinden sich in den Nachlässen einzelner Persönlichkeiten des damaligen Botschafters Franz von Papen und des Marineattachés Ralf von der Marwitz.

## Letzte Tage, Verfolgung und Tod

### Verfolgung und antibritische Operationen
Die Lechi war eine kleine Gruppe mit nur wenigen hundert Mitgliedern und begrenzten finanziellen Mitteln. Sie wurde von den Briten und den Jischuw verfolgt, da sie die Operationen gegen die Briten während des Zweiten Weltkrieges ablehnten. Es gab Operationen der Lechi, denen auch Juden zum Opfer fielen. Die Briten veröffentlichten Bilder von Stern und anderen Mitgliedern der Lechi in den jüdischen Zeitungen mit dem Versprechen, diejenigen zu belohnen, die ihnen helfen würden, sie zu fangen. Stern sah sich dadurch gezwungen, sich in Tel Aviv zu verstecken und von Ort zu Ort ziehen.

### Verhaftung und Tod
Am 12. Februar 1942 versteckte sich Stern in einem Schrank im Haus von Moshe und Tova Svora, während die britische Mandatsbehörde nach ihm suchte, die ihn anschließend verhaften konnte. Nach seiner Verhaftung und Fesselung wurde Stern im Zimmer von hinten erschossen. Stern wurde auf dem Nahalat-Yitzhak-Friedhof in Givʿatajim bestattet. Das Gebäude, in dem Stern getötet wurde, beherbergt heute ein Museum der Lechi.

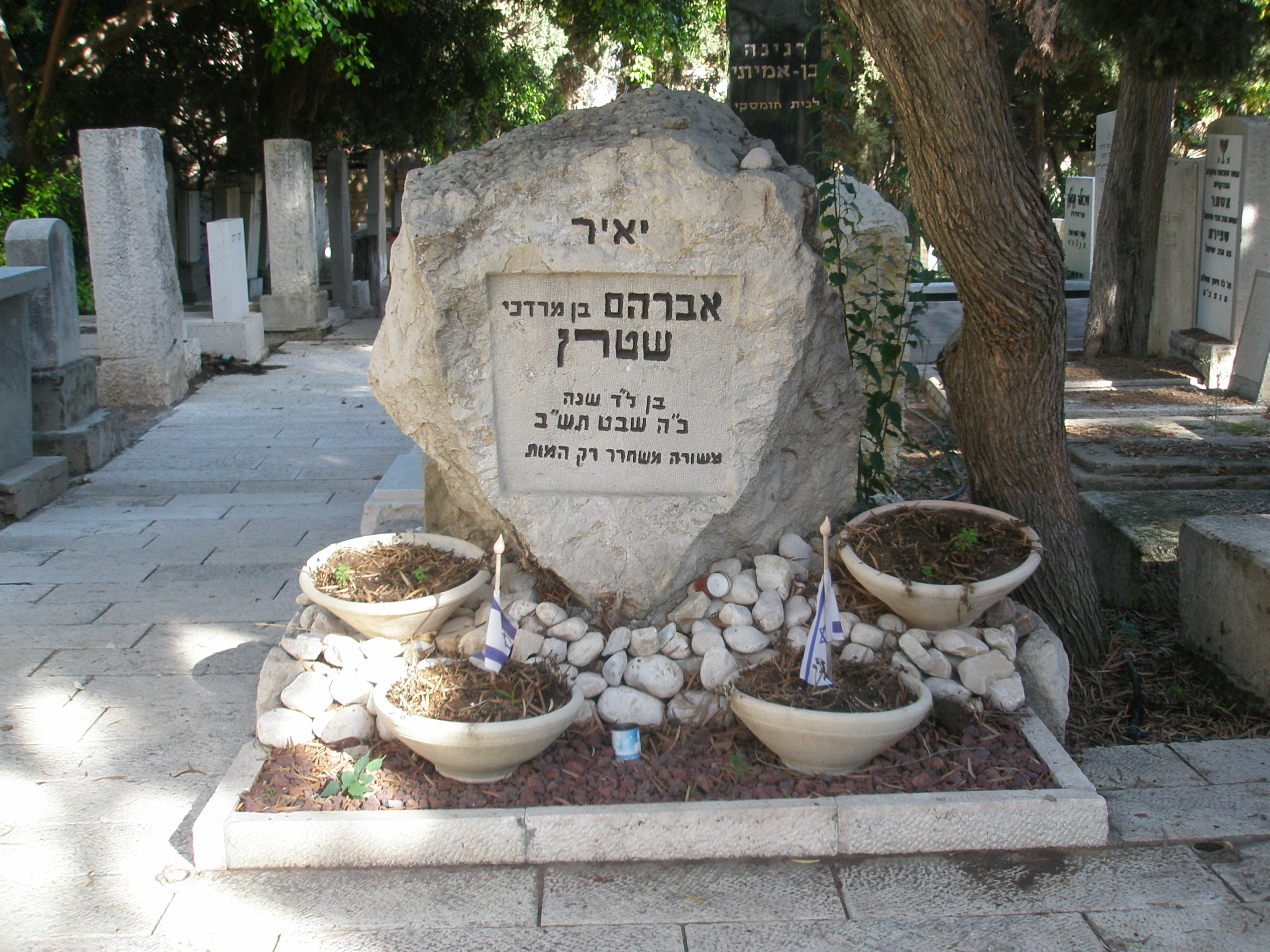
Avraham Sterns Grab in Giv’atajim

### Nach seinem Tod
Auf Veranstaltungen zum Avraham-Stern-Erinnerungstag sollen jedes Jahr israelische Politiker und Regierungsvertreter anwesend sein. 1978 wurde eine israelische Briefmarke mit Sterns Porträt gedruckt. Sein Sohn Yair, geboren am 7. Juni 1942, knapp vier Monate nach dem Tod seines Vaters, wurde Rundfunkjournalist, Fernsehkommentator und Leiter des israelischen Staatsfernsehens. 1981 wurde südlich von Qalqiliya eine Stadt mit dem Namen Kochav Yair (Yairs Stern) nach Sterns Nom de guerre benannt.